# Epilobium vernonicum
Epilobium vernonicum är en dunörtsväxtart som beskrevs av S. Snogerup. Epilobium vernonicum ingår i släktet dunörter, och familjen dunörtsväxter. Inga underarter finns listade i Catalogue of Life.